# 1979 en sports équestres
Chronologie des sports équestres
- 1978 en sports équestres - 1979 en sports équestres - 1980 en sports équestres

Cet article présente les faits marquants de l'année 1979 en sports équestres.

## Événements

### Avril
- avril 1979 : la finale de la coupe du monde de saut d'obstacles 1978-1979, première édition de la coupe du monde de saut d'obstacles, est remportée par Hugo Simon et Gladstone[1].

### Août
- 30 août 1979 : 14e édition du championnat d'Europe de concours complet d'équitation 1979 à Luhmühlen (Allemagne) qui est remportée par Nils Haagensen sur Monaco en individuel et par  l'équipe d'Irlande[2].

### Année
- 15e édition des championnats d'Europe de saut d'obstacles à Rotterdam (Pays-Bas).
- 9e édition des championnats d'Europe de dressage 1979 à Aarhus (Danemark).